# Батулски манастир
Батулският манастир „Св. Атанас“ се намира на 2,5 km югоизточно от с. Батулци и на десетина километра от гр. Ябланица, община Ябланица.
Средновековният манастир е изоставен от края на XVII век. Спада към Ловчанска епархия, Тетевенска духовна околия.